# 洛氏奇鬚鯉
洛氏奇鬚鯉（学名：Xenobarbus loveridgei）为輻鰭魚綱鯉形目鲤科奇鬚鯉屬的其中一種，該物種主要分布於非洲維多利亞湖，體長可達9公分，棲息在中底層水域。